# Liste de statues équestres du Royaume-Uni
Cet article recense les statues équestres au Royaume-Uni.

## Liste

### Angleterre

#### Angleterre du Nord-Ouest
| Œuvre              | Auteur                | Localité | Localisation | Notes | Installation | Coordonnées                        | Illustration                |
| ------------------ | --------------------- | -------- | ------------ | ----- | ------------ | ---------------------------------- | --------------------------- |
| Hugues d'Avranches | George Frederic Watts | Chester  |              |       |              | 53° 08′ 25″ nord, 2° 52′ 42″ ouest | Image manquante             |
| Vicomte Combermere | Carlo Marochetti      | Chester  |              |       | 1865         | 53° 11′ 11″ nord, 2° 53′ 37″ ouest | Vicomte Combermere, Chester |

#### Angleterre du Sud-Est
| Œuvre               | Auteur              | Localité               | Localisation       | Notes                     | Installation | Coordonnées                        | Illustration                                |
| ------------------- | ------------------- | ---------------------- | ------------------ | ------------------------- | ------------ | ---------------------------------- | ------------------------------------------- |
| Duc de Wellington   | Matthew Cotes Wyatt | Aldershot              |                    |                           | 1846         | 51° 15′ 12″ nord, 0° 46′ 48″ ouest | Duc de Wellington, Aldershot                |
| George Ier          | Andries Carpentière | Aylesbury Vale         | Stowe House        |                           |              | 52° 01′ 54″ nord, 1° 01′ 06″ ouest | George Ier, Aylesbury Vale                  |
| Le Cheval de cuivre |                     | Windsor and Maidenhead |                    | George III du Royaume-Uni |              | 51° 26′ 42″ nord, 0° 36′ 33″ ouest | Le Cheval de cuivre, Windsor and Maidenhead |
| Élisabeth II        | Philip Jackson      | Windsor                | Windsor Great Park |                           | 2003         | 51° 16′ 10″ nord, 0° 22′ 26″ ouest | Élisabeth II, Windsor                       |

#### Angleterre du Sud-Ouest
| Œuvre         | Auteur                | Localité | Localisation | Notes | Installation | Coordonnées                        | Illustration           |
| ------------- | --------------------- | -------- | ------------ | ----- | ------------ | ---------------------------------- | ---------------------- |
| Guillaume III | John Michael Rysbrack | Bristol  |              |       | 1733         | 51° 27′ 02″ nord, 2° 35′ 41″ ouest | Guillaume III, Bristol |

#### Grand Londres
| Œuvre                        | Auteur                                 | Localité              | Localisation               | Notes            | Installation | Coordonnées                        | Illustration                             |
| ---------------------------- | -------------------------------------- | --------------------- | -------------------------- | ---------------- | ------------ | ---------------------------------- | ---------------------------------------- |
| Albert de Saxe-Cobourg-Gotha | Charles Bacon                          | Camden                |                            |                  | 1874         | à géolocaliser                     | Image manquante                          |
| Shouting Horseman            | Andrea Briosco                         | Kensington et Chelsea | Victoria and Albert Museum |                  |              | à géolocaliser                     | Shouting Horseman, Kensington et Chelsea |
| Duc de Wellington            | Francis Leggatt Chantrey, Henry Weekes | Cité de Londres       | Royal Exchange             |                  |              | 51° 30′ 39″ nord, 0° 05′ 16″ ouest | Duc de Wellington, Cité de Londres       |
| Cavalerie de l'Empire        | Adrian Jones                           | Westminster           | Hyde Park                  | Georges de Lydda |              | à géolocaliser                     | Cavalerie de l'Empire, Westminster       |
| Charles Ier                  | Hubert Le Sueur                        | Westminster           | Charing Cross              |                  |              | 51° 30′ 26″ nord, 0° 07′ 40″ ouest | Charles Ier, Westminster                 |
| Douglas Haig                 | Alfred Frank Hardiman                  | Westminster           |                            |                  |              | 51° 30′ 15″ nord, 0° 07′ 35″ ouest | Douglas Haig, Westminster                |
| Duc de Cambridge             | Adrian Jones                           | Westminster           | Whitehall                  |                  |              | 51° 30′ 19″ nord, 0° 07′ 36″ ouest | Duc de Cambridge, Westminster            |
| Duc de Wellington            | Joseph Boehm                           | Westminster           | Hyde Park Corner           |                  |              | 51° 30′ 10″ nord, 0° 09′ 05″ ouest | Duc de Wellington, Westminster           |
| Édouard VII                  | Bertram Mackennal                      | Westminster           | Waterloo Place             |                  | 1921         | 51° 30′ 24″ nord, 0° 07′ 56″ ouest | Édouard VII, Westminster                 |
| Frederick Roberts            | Harry Bates                            | Westminster           | Horse Guards Parade        |                  | 1924         | à géolocaliser                     | Image manquante                          |
| Garnet Joseph Wolseley       | Goscombe John                          | Westminster           | Horse Guards Parade        |                  | 1920         | à géolocaliser                     | Image manquante                          |
| Gengis Khan                  | Dashi Namdakov                         | Westminster           |                            |                  | 2012         | à géolocaliser                     | Image manquante                          |
| George III                   | Matthew Cotes Wyatt                    | Westminster           | Pall Mall                  |                  |              | à géolocaliser                     | George III, Westminster                  |
| George IV                    | Francis Leggatt Chantrey               | Westminster           | Trafalgar Square           |                  | 1843         | 51° 30′ 30″ nord, 0° 07′ 39″ ouest | George IV, Westminster                   |
| George White                 | John Tweed                             | Westminster           | Portland Place             |                  |              | 51° 31′ 15″ nord, 0° 08′ 43″ ouest | George White, Westminster                |
| Guillaume III                | John Bacon                             | Westminster           | St James's Square          |                  |              | 51° 30′ 26″ nord, 0° 08′ 07″ ouest | Guillaume III, Westminster               |
| Richard Cœur de Lion         | Carlo Marochetti                       | Westminster           | Old Palace Yard            |                  | 1856         | 51° 29′ 57″ nord, 0° 07′ 32″ ouest | Richard Cœur de Lion, Westminster        |
| Ferdinand Foch               | Georges Mallisard                      | Londres               |                            |                  | 1930         | 51° 29′ 47″ nord, 0° 08′ 43″ ouest | Ferdinand Foch, Londres                  |

#### Midlands de l'Ouest
| Œuvre       | Auteur            | Localité | Localisation | Notes | Installation | Coordonnées                        | Illustration          |
| ----------- | ----------------- | -------- | ------------ | ----- | ------------ | ---------------------------------- | --------------------- |
| Lady Godiva | William Reid Dick | Coventry |              |       | 1949         | 52° 24′ 29″ nord, 1° 30′ 37″ ouest | Lady Godiva, Coventry |

### Écosse
| Œuvre             | Auteur           | Localité | Localisation | Notes | Installation | Coordonnées                        | Illustration               |
| ----------------- | ---------------- | -------- | ------------ | ----- | ------------ | ---------------------------------- | -------------------------- |
| Duc de Wellington | Carlo Marochetti | Glasgow  |              |       | 1844         | 55° 51′ 36″ nord, 4° 15′ 07″ ouest | Duc de Wellington, Glasgow |